# Список фізичних осіб, до яких вводяться спеціальні економічні заходи з боку РФ
Список осіб, до яких вводяться спеціальні економічні заходи з боку РФ

## Юридична підстава
22 жовтня 2018 вийшов Указ Президента РФ № 592 «Про застосування спеціальних економічних заходів у зв'язку з недружніми діями України щодо громадян і юридичних осіб Російської Федерації».
1 листопада Уряд РФ прийняв постанову № 1300 «Про заходи щодо реалізації Указу Президента Російської Федерації від 22.10.2018 № 592».
Додатки № 1 і 2 до постанови містять відповідно списки фізичних і юридичних осіб, по відношенню до яких вводяться спеціальні економічні заходи з боку РФ.

## Фізичні особи
1. Абдулов Абдула Юсупович, народився 30 квітня 1956 в смт Мураталі, Пскентський район, Ташкентська область, СРСР
2. Аброськін В'ячеслав Васильович, 20 квітня 1973, місце народження — м. Сімферополь, СРСР
3. Аваков Арсен Борисович, 2 січня 1964, місце народження — м. Баку, СРСР
4. Агафонов Ігор Ігорович, 17 червня 1972, місце народження — Київська область, СРСР
5. Алєксєєнко Андрій Вікторович, 29 липня 1963, місце народження — Чернігівська область, СРСР
6. Амельченко Василь Васильович, 28 листопада 1962, с. Хоромне, Брянська область, СРСР
7. Аннєнкова Наталія Валентинівна, 10 лютого 1975, м. Червоноград, СРСР
8. Антонов Віталій Борисович, 12 грудня 1962, м. Стрий, Львівська область, СРСР
9. Артюшенко Ігор Андрійович, 21 вересня 1984, м. Запоріжжя, СРСР
10. Ар'єв Володимир Ігорович, 31 березня 1975, м. Київ, СРСР
11. Бабін Борис Володимирович, 12 березня 1981, м. Євпаторія, СРСР
12. Барна Олег Степанович, 18 квітня 1967, с. Нагірянка, Чортківський район, Тернопільська область, СРСР
13. Барщовський Тарас Ярославович, 1972, с. Братковичі, Львівська область, СРСР
14. Бенкендорф Єгор Андрійович, 14 лютого 1974, м. Київ, СРСР
15. Береза Борислав Юхимович, 13 червня 1974, м. Київ, СРСР
16. Береза Юрій Миколайович, 8 лютого 1970, с. Саксагань, П'ятихатський район, Дніпропетровська область, СРСР
17. Березенко Сергій Іванович, 11 квітня 1984, м. Вінниця, СРСР
18. Березюк Олег Романович, 8 жовтня 1969, м. Львів, СРСР
19. Білецький Андрій Євгенійович, 5 серпня 1979, м. Харків, СРСР
20. Білозір Оксана Володимирівна, 30 травня 1957, смт Смига, Дубенський район, Рівненська область, СРСР
21. Боголюбов Геннадій Борисович, 20 січня 1962, м. Дніпродзержинськ, Дніпропетровська область, СРСР
22. Богомолець Ольга Вадимівна, 22 березня 1966, м. Київ, СРСР
23. Богуцький Олександр Андрійович, 2 грудня 1971, м. Львів, СРСР
24. Богуцький Юрій Петрович, 24 вересня 1952, с. Миколаївка Великолепетиський район, Херсонська область, СРСР
25. Божок Єгор Валерійович, 6 вересня 1980, м. Київ, СРСР
26. Бондаренко Володимир Валерійович, 28 листопада 1981, м. Київ, СРСР
27. Бондар Михайло Леонтійович, 17 листопада 1973, с. Бодячів, Сокальський район, Львівська область, СРСР
28. Бородянський Володимир Володимирович, 15 січня 1974, м. Новий Роздол, Львівська область, СРСР
29. Бренер Михайло Олександрович, 30 листопада 1952, смт. Рубіжне, Луганська область, СРСР
30. Брігінець Олександр Михайлович, 14 квітня 1962, м. Київ, СРСР
31. Бурбак Максим Юрійович, 13 січня 1976, м. Чернівці, СРСР
32. Буряк Олександр Васильович, 23 травня 1970, м. Донецьк, СРСР
33. Буряк Сергій Васильович, 1 квітня 1966, м. Донецьк, СРСР
34. Буткевич Геннадій Владиславович, 27 травня 1958, м. Дніпропетровськ, СРСР
35. Буян Сергій Іванович, 12 березня 1958, м. Долинська, Кіровоградська область, СРСР
36. Вадатурський Олексій Опанасович, 8 вересня 1947, с. Бендзари, Одеська область, СРСР
37. Варченко Ольга Олександрівна, 21 вересня 1977, м. Свердловськ, Луганська область, СРСР
38. Василько Олександр Леонідович, 25 березня 1983, Білоруська РСР, СРСР
39. Веревський Андрій Михайлович, 25 липня 1974, м. Полтава, СРСР
40. Верещагин Микола Іванович, 23 травня 1952, смт Літин, Вінницька область, СРСР
41. Вінник Іван Юлійович, 3 січня 1979, м. Нова Каховка, Херсонська область, СРСР
42. Вітко Артем Леонідович, 31 січня 1983, м. Прага, Чехословаччина
43. Вишневська Любов Вікторовна, 4 червня 1972, м. Київ, СРСР
44. Власенко Сергій Володимирович, 7 березня 1967, м. Львів, СРСР
45. Вовк Віктор Іванович, 20 травня 1962, м. Київ, СРСР
46. Воронков Олександр Петрович, 11 лютого 1947, м. Сєвєродонецьк, Луганська область, СРСР
47. Висоцький Сергій Віталійович, 10 липня 1985, м. Київ, СРСР
48. В'ятрович Володимир Михайлович, 7 червня 1977, м. Львів, СРСР
49. Гаврилюк Михайло Віталійович, 15 серпня 1979, с. Яровка, Черновицька область, СРСР
50. Галасюк Віктор Валерійович, 28 серпня 1981, м. Дніпропетровськ, СРСР
51. Гданов Ізет Рустемович, 16 вересня 1983, Ферганська область, СРСР
52. Гєллєр Євгеній Борисович, 12 травня 1974, м. Донецьк, СРСР
53. Герасимов Артур Володимирович, 23 серпня 1972, м. Решетилівка, СРСР
54. Геращенко Антон Юрійович, 10 лютого 1979, м. Харків, СРСР
55. Геращенко Ірина Володимирівна, 15 травня 1971, м. Черкаси, СРСР
56. Герега Олександр Володимирович, 27 червня 1967, м. Городок, Хмельницька область, СРСР
57. Герега Галина Федорівна, 9 серпня 1959, с. Глинець, Яворівський район, Львівська область, СРСР
58. Гладковський Олег Володимирович, 5 лютого 1970, м. Чуднів, Житомирська область, СРСР
59. Глотов Олександр Вікторович, 29 грудня 1958, м. Харків, СРСР
60. Голобуцький Олексій Петрович, 26 травня 1976, м. Київ, СРСР
61. Головатий Сергій Петрович, 29 травня 1954, м. Одеса, СРСР
62. Гончаренко Олексій Олексійович, 16 вересня 1980, м. Одеса, СРСР
63. Гопко Ганна Миколаївна, 4 березня 1982, с. Ганачівка, Львівська область, СРСР
64. Городовенко Віктор Валентинович, 22 лютого 1968, м. Мелітополь, СРСР
65. Грановський Олександр Михайлович, 25 грудня 1979, м. Київ, СРСР
66. Григоришин Костянтин Іванович, 16 листопада 1965, м. Запорожье, СРСР
67. Гриневич Лілія Михайлівна, 13 травня 1965, м. Львів, СРСР
68. Грицак Василь Сергійович, 14 січня 1967, с. Буща, Дубенський район, Рівненська область, СРСР
69. Гримчак Юрій Миколайович, 30 жовтня 1965, м. Донецьк, СРСР
70. Гринів Ігор Олексійович, 10 березня 1961, м. Львів, СРСР
71. Гузь Ігор Володимирович, 11 січня 1982, м. Луцьк, СРСР
72. Гультай Михайло Мирославович, 10 квітня 1958, с. Глушків, Городенківський район, Івано-Франківська область, СРСР
73. Гуменчук Олександр Олександрович, 5 листопада 1955, с. Павлівка, Калинівський район, Вінницька область, СРСР
74. Гупало Олег Семенович, 13 листопада 1963, с. Олександрівка, Олександрівський район, Кіровоградська область, СРСР
75. Данченко Олександр Іванович, 14 листопада 1974, м. Кривий Ріг, СРСР
76. Дейдей Євген Сергійович, 12 липня 1987, м. Рені, Одеська область, СРСР
77. Демехін Вадим Борисович, 6 липня 1961, м. Харків, СРСР
78. Демченко Руслан Михайлович, 15 липня 1965, м. Київ, СРСР
79. Демчина Павло Володимирович, 25 серпня 1976, м. Рівне, СРСР
80. Денисенко Андрій Сергійович, 1 січня 1973, м. Дніпропетровськ, СРСР
81. Денисенко Вадим Ігорович, 7 квітня 1974, м. Київ, СРСР
82. Дерев'янко Юрій Богданович, 7 травня 1973, м. Надвірна, Івано-Франківська область, СРСР
83. Джемілєв Мустафа Абдульджемільоглу, 13 листопада 1943, с. Міжріччя Ай-Серез, Кримська АРСР, СРСР
84. Дзензерський Денис Вікторович, 22 грудня 1978, м. Дніпропетровськ, СРСР
85. Дніпров Олексій Сергійович, 25 лютого 1982, м. Київ, СРСР
86. Добродомов Дмитро Євгенович, 13 січня 1977, м. Львів, СРСР
87. Довгий Олесь Станіславович, 1 жовтня 1980, м. Київ, СРСР
88. Домбровський Олександр Георгійович, 7 липня 1962, м. Калинівка, Вінницька область, СРСР
89. Домнич Ігор Костянтинович, 1 липня 1965, м. Харків, СРСР
90. Донець Тетяна Анатоліївна, 11 липня 1980, м. Дніпропетровськ, СРСР
91. Доровський Олександр Вікторович, 21 травня 1960, селище Воздвиженка, Михайлівський район, Приморський край, СРСР
92. Дублян Олександр Володимирович, 24 травня 1964, м. Чуднів, Житомирська область, СРСР
93. Дубневич Богдан Васильович, 10 травня 1962, с. Зубра, Львівська область, СРСР
94. Дундич Ірина Вікторівна, 9 жовтня 1964, м. Запоріжжя, СРСР
95. Єленський Віктор Євгенович, 26 березня 1957, м. Чадан, Тувинська АРСР, СРСР
96. Єлісєєв Костянтин Петрович, 14 вересня 1970, м. Красноармійськ, Донецькая область, СРСР
97. Єрмаков Євген Петрович, 1961, м. Дніпропетровськ, СРСР
98. Жебровська Філя Іванівна, 24 березня 1950, с. Немиринці, Ружинський район, Житомирська область, СРСР
99. Жеваго Костянтин Валентинович, 7 січня 1974, пос. Іультин, Магаданська область, СРСР
100. Жукотанський Олександр Васильович, 3 вересня 1965, смт Вендичани, Могилів-Подільський район, Вінницька область, СРСР
101. Забор Сергій іванович, 20 вересня 1968, м. Львів, СРСР
102. Загорій Володимир Антонович, 9 вересня 1951, с. Старий Калкаїв, Семенівський район, Полтавська область, СРСР
103. Загорій Гліб Володимирович, 21 серпня 1976, м. Вологда, СРСР
104. Заïка Євген Едуардович, 18 червня 1970, м. Харків, СРСР
105. Заïка Сергій Валерійович, 17 березня 1966, м. Харків, СРСР
106. Заліщук Світлана Петрівна, 24 жовтня 1982, м. Жашків, Черкаська область, СРСР
107. Запорожець Михайло Петрович, 31 березня 1968, с. Слобода, Кагарлицький район, Київська область, СРСР
108. Заружко Валерія Леонідівна, 2 грудня 1978, м. Донецьк, СРСР
109. Зварич Роман Михайлович, 20 листопада 1953, м. Йонкерс, штат Нью-Йорк, США
110. Здаревська Юлія Михайлівна, 10 листопада 1954, м. Старокостянтинів, Хмельницька область, СРСР
111. Злочевський Микола Владиславович, 14 червня 1966, м. Київ, СРСР
112. Іванчук Андрій Володимирович, 16 червня 1973, м. Івано-Франківськ, СРСР
113. Івахів Степан Петрович, 24 січня 1968, с. Андріївка, Жовківський район, Львівська область, СРСР
114. Іллєнко Андрій Юрійович, 24 червня 1987, м. Київ, СРСР
115. Іоффе Юлій Якович, 10 грудня 1940, м. Луганськ, СРСР
116. Калченко Віталій іванович, 1 травня 1934, м. Харків, СРСР
117. Каплін Сергій Миколайович, 15 грудня 1979, с. Опришки, Глобинський район, Полтавська область, СРСР
118. Караманиць Федір Іванович, 18 квітня 1949, с. Стила, Старобешівський район, Донецька область, СРСР
119. Карась Євген Валерійович, 11 червня 1964, м. Київ, СРСР
120. Карачун Віктор Іванович, 1 січня 1970, с. Липняжка, Добровеличківський район, Кіровоградська область, СРСР
121. Касмінін Олександр Володимирович, 10 січня 1966, с. Куми, Карлівський район, Полтавська область, СРСР
122. Кириленко В'ячеслав Анатолійович, 7 червня 1968, смт Поліське, Київська область, СРСР
123. Кирілюк Олег Васильович, 13 жовтня 1967, с. Заріччя, Ружинський район, Житомирська область, СРСР
124. Кириченко Олексій Миколайович, 16 березня 1975, м. Київ, СРСР
125. Климпуш-Цинцадзе Іванна Орестівна, 5 липня 1972, м. Київ, СРСР
126. Князєв Сергій Миколайович, 18 жовтня 1971, смт Мстера, Вязниківський район, Владимирська область, СРСР
127. Князевич Руслан Петрович, 28 червня 1974, м. Івано-Франківськ, СРСР
128. Коболєв Андрій Володимирович, 16 серпня 1978, м. Київ, СРСР
129. Коваль Михайло Володимирович, 26 лютого 1956, м. Ізяслав, СРСР
130. Ковальчук Віталій Анатолійович, 23 травня 1969, с. Буча, Києво-Святошинський район, Київська область, СРСР
131. Колесник Віктор Павлович, 19 липня 1960, с. Підвисоке, Борівський район, Харківська область, СРСР
132. Колесніков Дмитро Дмитрович, 15 жовтня 1968, м. Харків, СРСР
133. Кондратюк Валерій Віталійович, 1 січня 1970, Кіровоградська область, СРСР
134. Кондратюк Олена Костянтинівна, 17 листопада 1970, м. Львів, СРСР
135. Кононенко Віктор Іонасович, 30 травня 1974, с. Оситняжко, Новомиргородський район, Кіровоградська область, СРСР
136. Корбан Геннадій Олегович, 24 травня 1970, м. Дніпропетровськ, СРСР
137. Коротков Андрій Миколайович, 19 вересня 1965, РРФСР, СРСР
138. Корчинська Оксана Анатоліївна, 17 листопада 1970, м. Житомир, СРСР
139. Корчинський Дмитро Олександрович, 22 січня 1964, м. Київ, СРСР
140. Костельман Володимир Михайлович, 11 листопада 1972, м. Дніпропетровськ, СРСР
141. Косюк Юрій Анатолійович, 27 травня 1968, смт Катеринопіль, Черкаська область, СРСР
142. Котвицький Ігор Олександрович, 24 січня 1970, м. Харків, СРСР
143. Коханівський Микола Миколайович, 25 травня 1971, смт Приазовськое, Приазівський район, Запорозька область, СРСР
144. Кошелєва Альона Володимирівна, 14 липня 1990, м. Харків, СРСР
145. Кривенко Віктор Васильович, 6 серпня 1955, с. Мотижин, Макарівський район, Київська область, СРСР
146. Кривенко Віктор Миколайович, 9 січня 1982, м. Дніпродзержинськ, Дніпропетровська область, СРСР
147. Крикушенко Олександр Георгійович, 9 червня 1960, м. Таганрог, СРСР
148. Крицька Таїсія Миколаівна, 6 червня 1949, м. Київ, СРСР
149. Крилов Володимир Володимирович, 7 жовтня 1957, Азербайджанська РСР, СРСР
150. Кужель Олександра Володимирівна, 4 липня 1953, м. Костянтинівка, Донецька область, СРСР
151. Кузів Роман Михайлович, 6 квітня 1955, м. Бучач, Тернопільська область, СРСР
152. Кулеба Микола Миколайович, 23 березня 1972, м. Київ, СРСР
153. Куліченко Іван Іванович, 7 липня 1955, м. Дніпропетровськ, СРСР
154. Куніцин Сергій Володимирович, 27 червня 1960, м. Бекдаш, Туркменська РСР, СРСР
155. Купрієнко Олег Васильович, 18 серпня 1964, с. Смяч, Сновський район, Чернігівська область, СРСР
156. Купрій Віталій Миколайович, 20 серпня 1973, м. Дніпродзержинськ, Дніпропетровська область, СРСР
157. Куркчі Юсуф Ібрагімович, 2 січня 1972, м. Бешарик, Узбецька РСР, СРСР
158. Кутовий Тарас Вікторович, 25 лютого 1976, м. Київ, СРСР
159. Лазакович Ігор Васильович, 18 серпня 1961, м. Лисичанськ, Луганська область, СРСР
160. Лапін Ігор Олександрович, 28 травня 1969, смт Іваничі, Волинська область, СРСР
161. Левус Андрій Мар'янович, 9 серпня 1979, м. Стрий, Львівська область, СРСР
162. Левченко Юрій Володимирович, 1 жовтня 1984, м. Вінниця, СРСР
163. Лемак Василь Васильович, 15 лютого 1970, м. Київ, СРСР
164. Ленський Олексій Олексійович, 25 лютого 1975, м. Київ, СРСР
165. Лещенко Сергій Анатолійович, 30 серпня 1980, м. Київ, СРСР
166. Лінько Дмитро Володимирович, 14 липня 1987, м. Кіровоград, СРСР
167. Литвинов Олександр Миколайович, 2 квітня 1965, м. Углегорськ, Донецька область, СРСР
168. Лозовий Андрій Сергійович, 3 червня 1989, м. Рівне, СРСР
169. Локотко Володимир Володимирович, 21 листопада 1976, м. Усть-Каменогорськ, СРСР
170. Луньов Ігор Васильович, 25 квітня 1962, м. Семипалатинськ, СРСР
171. Луценко Юрій Віталійович, 14 грудня 1964, м. Рівне, СРСР
172. Ляшко Олег Валерійович, 3 грудня 1972, м. Чернігів, СРСР
173. Магера Андрій Йосипович, 22 січня 1974, м. Сокаль, Львівська область, СРСР
174. Максимчук Анатолій Олександрович, 14 січня 1980, м. Біла Церква, Київська область, СРСР
175. Маліков Віталій Володимирович, 28 березня 1962, м. Харків, СРСР
176. Малинська Олена Олександрівна, 8 жовтня 1976, м. Київ, СРСР
177. Мамедов Гюндуз Айдинович, 26 жовтня 1974, м. Кіровабад, СРСР
178. Мамчур Юлій Валерійович, 15 серпня 1971, м. Умань, Черкаська область, СРСР
179. Мартинов Олексій Георгійович, 6 червня 1966, м. Людиново, Калузька область, СРСР
180. Матіос Анатолій Васильович, 13 лютого 1969, с. Ростоки, Путильський район, Черновицька область, СРСР
181. Мацола Роман Миколайович, 11 серпня 1974, с. Грушево, Тячівський район, Закарпатська область, СРСР
182. Мельник Микола Іванович, 14 липня 1962, с. Михайлівка, Коростенський район, Житомирська область, СРСР
183. Мельничук Іван Іванович, 8 лютого 1969, м. Коломия, Івано-Франківська область, СРСР
184. Мельничук Сергій Петрович, 26 січня 1972, м. Вінниця, СРСР
185. Мелюхов Володимир Анатолійович, 17 грудня 1978, Угорщина
186. Мірошніченко Юрій Романович, 3 лютого 1970, пос. Лисино-Корпус, Тосненський район, Ленінградська область, СРСР
187. Мітченко Тетяна Евгенівна, 25 грудня 1951, м. Київ, СРСР
188. Михайлов Валерій Олександрович, 17 вересня 1969, м. Київ, СРСР
189. Мойсик Володимир Романович, 18 серпня 1957, с. Стецева, Снятинський район, Івано-Франківська область, СРСР
190. Мосійчук Ігор Володимирович, 5 травня 1972, м. Лубни, Полтавська область, СРСР
191. Москаленко Ярослав Миколайович, 28 квітня 1975, с. Лютеж, Вишгородський район, Київська область, СРСР
192. Муженко Віктор Миколайович, 10 жовтня 1961, с. Виступовичі, Овруцький район, Житомирська область, СРСР
193. Мусій Олег Степанович, 12 травня 1965, с. Переспа, Сокальський район, Львівська область, СРСР
194. Найєм Мустафа, 28 червня 1981, м. Кабул, Афганистан
195. Нікітенко Олексій Миколайович, 28 жовтня 1974, Донецька область, СРСР
196. Ніцой Лариса Миколаївна, 17 березня 1969, смт Капитанівка, Новомиргородський район, Кіровоградська область, СРСР
197. Нищук Євген Миколайович, 29 грудня 1972, м. Івано-Франківськ, СРСР
198. Омелян Володимир Володимирович, 30 січня 1979, м. Львів, СРСР
199. Онищенко Юрій Володимирович, 17 січня 1972, смт Линовица, Прилукський район, Чернігівська область, СРСР
200. Онуфрик Богдан Семенович, 15 квітня 1958, Івано-Франківська область, СРСР
201. Осипов Євген Валерійович, 14 травня 1976, м. Київ, СРСР
202. Павелко Андрій Васильович, 7 жовтня 1975, м. Дніпропетровськ, СРСР
203. Павленко Ростислав Миколайович, 19 серпня 1976, м. Севастополь, СРСР
204. Павлівський Ігор Валентинович, 20 жовтня 1964, м. Первомайськ, Николаевська область, СРСР
205. Палатний Артур Леонідович, 15 липня 1973, м. Київ, СРСР
206. Парасюк Володимир Зіновійович, 9 липня 1987, с. Майдан, Жовківський район, Львівська область, СРСР
207. Парубій Андрій Володимирович, 31 січня 1971, м. Червоноград, СРСР
208. Парубочий Сергій іванович, 29 квітня 1979, м. Прилуки, Чернігівська область, СРСР
209. Пастух Тарас Тимофійович, 20 березня 1978, м. Тернопіль, СРСР
210. Пашинський Сергій Володимирович, 14 жовтня 1966, с. Зорне, Березнівський район, Рівненська область, СРСР
211. Педченко Сергій Анатолійович, 12 квітня 1974, м. Горлівка, Донецька область, СРСР
212. Перерва Валерій Ігорович, 19 серпня 1963, РСФСР, СРСР
213. Пертін Олексій Володимирович, 4 травня 1972, м. Череповець, СРСР
214. Перцев Сергій Олександрович, 3 травня 1979, Польша
215. Петренко Анатолій Григорович, 22 січня 1969, м. Карлівка, Полтавська область, СРСР
216. Петренко Олег Миколайович, 17 вересня 1973, м. Черкаси, СРСР
217. Петров Олексій Геннадійович, 29 травня 1976, РСФСР, СРСР
218. Пєтухов Сергій Ігорович, 27 жовтня 1984, м. Донецьк, СРСР
219. Пінчук Віктор Михайлович, 14 лютого 1960, м. Київ, СРСР
220. Подоляк Ірина Ігорівна, 2 травня 1967, м. Золочів, Львівська область, СРСР
221. Полторак Степан Тимофійович, 11 лютого 1965, с. Весела Долина, Тарутинський район, Одеська область, СРСР
222. Попов Ігор Володимирович, 18 квітня 1972, с. Мизяковські Хутори, Вінницький район, Вінницька область, СРСР
223. Попов Олег Миколайович, 14 листопада 1969, м. Первомайськ, Дніпропетровська область, СРСР
224. Порошенко Олексій Петрович, 6 березня 1985, м. Київ, СРСР
225. Портников Віталій Едуардович, 14 травня 1967, м. Київ, СРСР
226. Розумний Андрій Георгійович, 29 квітня 1973, м. Київ, СРСР
227. Райнін Ігор Львович, 6 серпня 1973, м. Харків, СРСР
228. Редер Анатолій Семенович, 18 грудня 1961, м. Одеса, СРСР
229. Ренський Сергій Олександрович, 1 вересня 1970, м. Умань, Черкаська область, СРСР
230. Різаненко Павло Олександрович, 12 липня 1975, с. Красилівка, Броварський район, Київська область, СРСР
231. Рожкевич Олег Геннадійович, 17 липня 1967, м. Уфа, СРСР
232. Розенблат Борислав Соломонович, 25 травня 1969, м. Київ, СРСР
233. Роскіна Діана Геннадіївна, 28 вересня 1974, м. Київ, СРСР
234. Рубчевській Валерій Миколайович, 24 грудня 1952, РСФСР, СРСР
235. Рудьківський Микола Миколайович, 18 грудня 1967, с. Старий Биків, Бобровицький район, Чернігівська область, СРСР
236. Ружицький Олександр Леонідович, 19 червня 1966, Молдавська РСР, СРСР
237. Руснак Іван Степанович, 29 січня 1952, с. Ділове, Рахівський район, Закарпатська область, СРСР
238. Рибалка Сергій Вікторович, 22 липня 1978, м. Дніпропетровськ, СРСР
239. Риженков Юрій Олександрович, 8 серпня 1976, м. Донецьк, СРСР
240. Сас Сергій Володимирович, 7 серпня 1957, с. Єрмолаєво, Даурський район, Красноярский край, СРСР
241. Свіріденко Вадим Васильович, 17 квітня 1973, м. Київ, СРСР
242. Севрюков Владислав Володимирович, 13 травня 1975, м. Чернівці, СРСР
243. Семенченко Семен Ігорович, 6 червня 1974, м. Севастополь, СРСР
244. Семерак Остап Михайлович, 27 червня 1972, м. Львів, СРСР
245. Семочко Сергій Олексійович, 1 листопада 1972, м. Ялта, СРСР
246. Сенченко Андрій Віленович, 1 листопада 1959, м. Сімферополь, СРСР
247. Сидоров Сергій Леонідович, 12 лютого 1963, м. Дніпродзержинськ, Дніпропетровська область, СРСР
248. Силантьєв Денис Олегович, 3 жовтня 1976, м. Запоріжжя, СРСР
249. Скляров Віталій Леонідович, 21 серпня 1970, м. Ясиновата, Донецька область, СРСР
250. Скуратівський Сергій Іванович, 4 лютого 1971, Молдавська РСР, СРСР
251. Сліденко Ігор Дмитрович, 14 червня 1973, с. Северинівка, Тростянецкий район, Вінницька область, СРСР
252. Соболєв Єгор Вікторович, 26 лютого 1977, м. Краснодар, СРСР
253. Соболєв Сергій Владиславович, 5 вересня 1961, м. Запоріжжя, СРСР
254. Сотников Олег Віталійович, 1971, м. Дніпропетровськ, СРСР
255. Співаківський Олександр Володимирович, 28 березня 1957, м. Херсон, СРСР
256. Стемпіцький Андрій Любомирович, 4 грудня 1974, м. Борислав, Львівська область, СРСР
257. Стець Юрій Ярославович, 29 грудня 1975, м. Чортків, Тернопільська область, СРСР
258. Супрун Уляна, 30 січня 1963, м. Детройт, США
259. Сушкевич Валерій Михайлович, 14 червня 1954, м. Тараща, Київська область, СРСР
260. Сироїд Оксана Іванівна, 2 травня 1976, с. Городище, Сокальський район, Львівська область, СРСР
261. Сюмар Вікторія Петрівна, 23 жовтня 1977, м. Никополь, СРСР
262. Тарас Геннадій Васильович, 17 лютого 1964, м. Вінниця, СРСР
263. Тарасенко Андрій Іванович, 17 листопада 1982, м. Інгулець, Дніпропетровська область, СРСР
264. Тарасюк Борис Іванович, 1 січня 1949, смт Дзержинськ, Житомирська область, СРСР
265. Телявскій Володимир Іванович, 5 травня 1974, м. Светловодськ, Кіровоградська область, СРСР
266. Тетерук Андрій Анатолійович, 15 травня 1973, м. Вінниця, СРСР
267. Тіміш Григорій Іванович, 11 грудня 1970, с. Купка, Глибокський район, Черновицька область, СРСР
268. Тимошенко Юлія Володимирівна, 27 листопада 1960, м. Дніпропетровськ, СРСР
269. Тимошенко Юрій Володимирович, 3 квітня 1961, с. Дивне, Ставропольский край, СРСР
270. Ткаченко Олександр Владиславович, 22 січня 1966, м. Київ, СРСР
271. Третьяков Олександр Юрійович, 20 березня 1970, м. Київ, СРСР
272. Труба Роман Михайлович, 6 листопада 1974, м. Львів, СРСР
273. Трутаєв Ігор Вікторович, 28 березня 1958, м. Харків, СРСР
274. Тука Георгій Борисович, 24 листопада 1963, м. Київ, СРСР
275. Тупицький Олександр Миколайович, 28 січня 1963, с. Білозер'я, Черкаський район, Черкаська область, СРСР
276. Турчинов Олександр Валентинович, 31 березня 1964, м. Дніпропетровськ, СРСР
277. Тимчук Дмитро Борисович, 27 червня 1972, м. Чита, СРСР
278. Тютюнників Олександр Петрович, 23 квітня 1951, РСФСР, СРСР
279. Тягнибок Олег Ярославович, 7 листопада 1968, м. Львів, СРСР
280. Фаріон Ірина Дмитрівна, 29 квітня 1964, м. Львів, СРСР
281. Федорчук Володимир Ярославович, 23 травня 1973, м. Долина, Івано-Франківська область, СРСР
282. Філатов Олексій Валерійович, 25 листопада 1976, м. Київ, СРСР
283. Філатов Борис Альбертович, 7 березня 1972, м. Дніпропетровськ, СРСР
284. Фрідман Юрій Анатолійович, 8 грудня 1957, м. Севастополь, СРСР
285. Фріз Ірина Василівна, 25 вересня 1974, м. Євпаторія, СРСР
286. Фукс Павло Якович, 27 жовтня 1971, м. Харків, СРСР
287. Фурсін Іван Геннадійович, 16 вересня 1971, м. Київ, СРСР
288. Цеголко Святослав Петрович, 30 квітня 1979, с. Бурштин, Івано-Франківська область, СРСР
289. Чалий Валерій Олексійович, 1 липня 1970, м. Вінниця, СРСР
290. Чебанов Валентин Анатолійович, 29 листопада 1974, м. Харків, СРСР
291. Червакова Ольга Валеріївна, 6 квітня 1975, м. Дніпропетровськ, СРСР
292. Черненко Сергій Павлович, 1973 год, м. Донецьк, СРСР
293. Черновецький Леонід Михайлович, 25 грудня 1951, м. Харків, СРСР
294. Черновецький Степан Михайлович, 28 жовтня 1978, м. Харків, СРСР
295. Чорновол Тетяна Миколаївна, 4 червня 1979, м. Київ, СРСР
296. Черниш Вадим Олегович, 16 жовтня 1971, пос. Казанка, Николаевська область, СРСР
297. Черняєв Святослав Володимирович, 16 вересня 1969, м. Харків, СРСР
298. Черняк Роман Євгенович, 24 серпня 1963, с. Луговое, Бродівський район, Львівська область, СРСР
299. Чигир Роман Леонідович, 1972 год, м. Дніпропетровськ, СРСР
300. Чижмарь Юрій Васильович, 27 жовтня 1974, м. Ужгород, СРСР
301. Чубаров Рефат Абдурахманович, 22 вересня 1957, м. Самарканд, СРСР
302. Чумак Віктор Васильович, 5 червня 1958, м. Хмельницький, СРСР
303. Шаповал Вікторія Валентинівна, 25 квітня 1973, с. Макіївка, Смелянський район, Черкаська область, СРСР
304. Шаповалов Валерій Опанасович, 17 жовтня 1947, м. Донецьк, СРСР
305. Шаптала Наталя Костянтинівна, 18 квітня 1959, м. Донецьк, СРСР
306. Шверк Григорій Аронович, 20 липня 1957, м. Сєверодонецьк, Луганська область, СРСР
307. Шевченко Віктор Леонідович, 4 грудня 1980, м. Коломия, Івано-Франківська область, СРСР
308. Шевчук Олег Миколайович, 3 серпня 1969, м. Одеса, СРСР
309. Шевчук Станіслав Володимирович, 11 червня 1969, м. Харків, СРСР
310. Шимків Дмитро Анатолійович, 28 вересня 1975, м. Львів, СРСР
311. Шухевич Юрій-Богдан Романович, 28 березня 1933, с. Оглядів, Радехівський район, Львівська область, СРСР
312. Южаніна Ніна Петрівна, 11 січня 1965, с. Сгурьевка, Київська область, СРСР
313. Юзькова Тетяна Леонідівна, 1 вересня 1963, м. Черкаси, СРСР
314. Юринець Оксана Василівна, 27 лютого 1978, с. Коти, Яворівський район, Львівська область, СРСР
315. Юров Валерій Анатолійович, 7 червня 1961, м. Запоріжжя, СРСР
316. Юрушев Леонід Леонідович, 16 лютого 1946, м. Сталине, СРСР
317. Юрчишин Петро Васильович, 13 липня 1958, м. Антрацит, Луганська область, СРСР
318. Янківський Микола Андрійович, 12 серпня 1944, с. Покотилове, Новоархангельський район, Кіровоградська область, СРСР
319. Ярмак Дмитро Борисович, 30 вересня 1975, м. Прилуки, Чернігівська область, СРСР
320. Ярославський Олександр Владиленович, 5 грудня 1959, м. Жданов, СРСР
321. Ярош Дмитро Анатолійович, 30 вересня 1971, м. Дніпродзержинськ, Дніпропетровська область, СРСР
322. Яценюк Арсеній Петрович, 22 травня 1974, м. Чернівці, СРСР